# Mexikói maja kódex

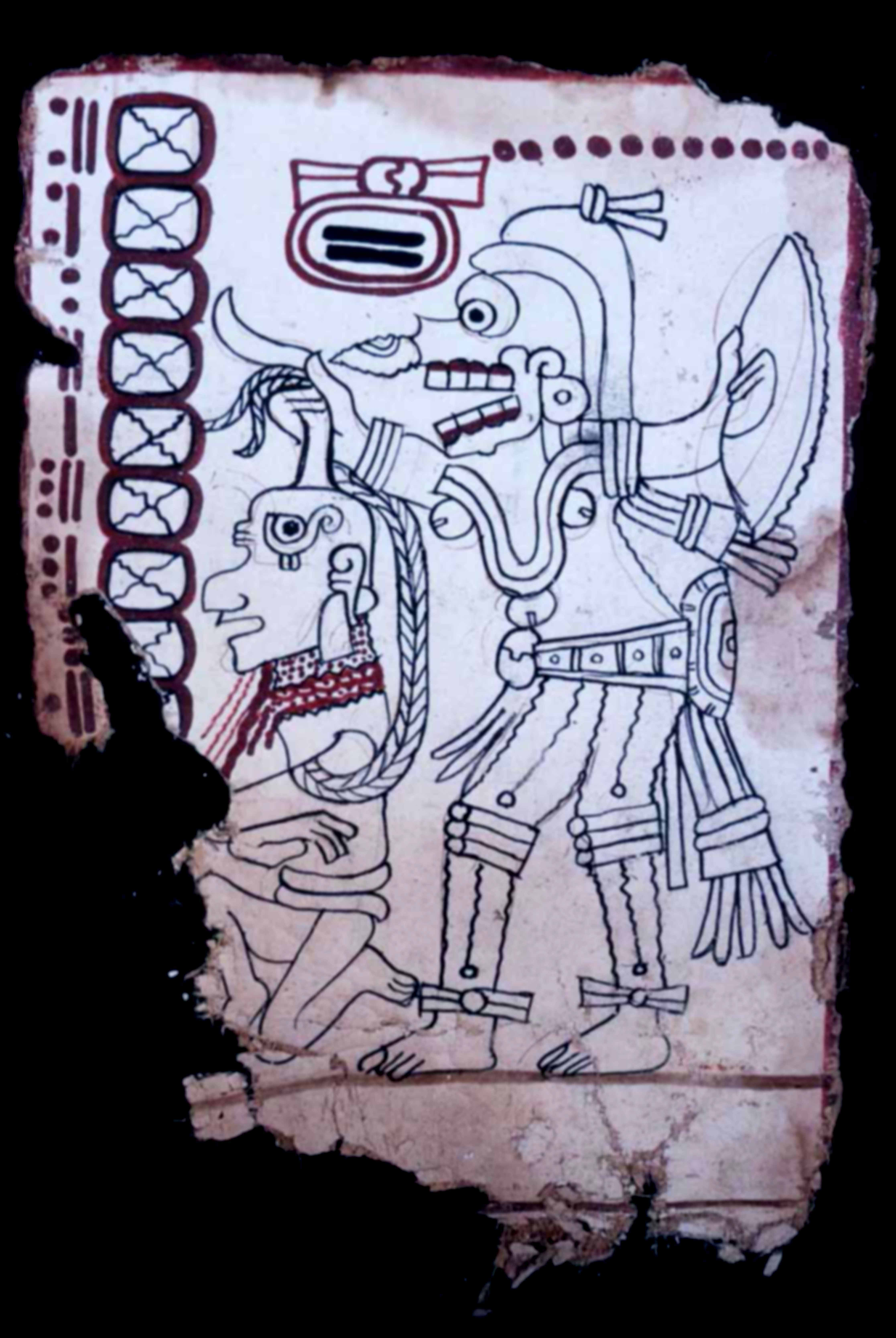
A Grolier-kódex 9. lapja

A Mexikói maja kódex vagy Grolier-kódex (ismert még mint Sáenz Codex is) a fennmaradt négy maja könyv egyike.  
Ez a negyedik maja kódex töredékes formában maradt fenn, amit a mexikóvárosi Museo Nacional de Antropologia őriz. Méretei: 18 x 12,5 cm, tíz maradék lappal.
Ezt a kódex-töredéket 1965-ben a mexikói Chiapas államban találták meg fosztogatók, majd a kutatókhoz is eljutott. Először a New York-i Grolier Clubban mutatták be 1971-ben (innen a megnevezése). A kódexről Michael Coe 1973-ban adott leírást, mely szerint a kódex többek között a Vénusz bolygó egy szinodikus periódusát tartalmazza. A kódexlapokon maja glyphák és maja istenségek rajzai láthatók, akik részben tolték fegyverzetet viselnek. Hasonló jeleket látunk pl. a Párizsi kódex 9. oldalán és a Drezdai kódex Vénusz-oldalain (46-50. oldalak). Úgy vélik, hogy a kódex 1021 és 1154 között keletkezett, amikor Chichén Itzát kiürítették és Mayapánt megalapították. A kódex lapjainak és tintájának korát egy sor kémiai teszttel állapították meg.
A kódex eredetiségét eleinte kétségbe vonták, mivel fosztogatóktól származott, és stílusa egyszerűbb más fennmaradt maja szövegeknél. Mások mellett Mary Miller amerikai majakutató a kódex eredetisége mellett szállt síkra 2017-ben. A kézirat hibáit annak tulajdonította, hogy ez a mű egy vidéki maja művész szerény alkotása lehetett.